# Joaquín Sabás Moreno de Mendoza
Joaquín Sabás Moreno de Mendoza (Vejer de la Frontera , Provincia de Cádiz , España, c. 1714 – La Guaira, Capitanía General de Venezuela, ????), caballero de la Orden de Santiago, fue un militar y colonizador español del siglo XVIII. Se desempeñó como gobernador y capitán general de la Provincia de Margarita entre 1751 y 1757, posteriormente fue comandante interino de la Provincia de Guayana entre 1764 y 1766.

## Biografía
Joaquín Sabás Moreno de Mendoza nació en Vejer entre los años 1714.  era hijo de Manuel Moreno y María Mendoza.  En 1722 se integró al ejército español, en Italia y África, antes de partir a América en 1740.
El 2 de marzo de 1743 estuvo con el grado de capitán en la Batalla de La Guaira contra los ingleses. Como reconocimiento a su defensa del Puerto de La Guaira y otras acciones a favor de la Corona, el 8 de julio de 1751 asume el cargo de Comandante de la Isla de Margarita.
Como Teniente Coronel, ocupa la gobernación de Margarita hasta el 31 de julio de 1757. Fue un gobernante progresista y dejó huella en Margarita y en La Asunción, en donde reparó el convento de San Francisco y construyó la capilla de Nuestra Señora del Carmen en la iglesia de la Ciudad. Casó con Francisca Salas y Álvarez de Pliego, con quien procreó a Manuel, quien nació en La Asunción en 1755. Manuel Moreno de Mendoza suplente del Triunvirato de 1811, ocupó la presidencia desde el 6 de marzo de 1811 hasta el 25 de abril del mismo año.

## Traslado de Santo Tomé de Guayana
El 4 de junio de 1762 fue emitido en Aranjuez el Real título de nombramiento a Joaquín Sabas Moreno de Mendoza, como Comandante de la Provincia Separada de Guayana, y el 5 de ese mismo mes y año, fue emitida la Real Instrucción en la que se le ordenó mudar la ciudad de Santo Tomé de Guayana, al lugar más angosto o angostura del Río Orinoco.
Este sería el asentamiento definitivo de la que se llamó sucesivamente Santo Tomé o Santo Tomás de Guayana, Nueva Guayana, Angostura y, desde 1846, Ciudad Bolívar. Allí permaneció como Gobernador hasta diciembre de 1766 cuando le fue aceptada su reiterada renuncia a causa de sus diferencias con el jefe de escuadra José de Iturriaga, Comandancia General de Nuevas Fundaciones, Alto Orinoco y Río Negro, 
Moreno de Mendoza, elevado al grado de coronel, debía pasar entonces a la comandancia de Armas de Puerto Cabello, pero la muerte lo encuentra en la guaira